# Елисеев, Алексей Станиславович
Алексе́й Станисла́вович Елисе́ев (род. 13 июля 1934, Жиздра, Западная область) — лётчик-космонавт СССР, дважды Герой Советского Союза (22.01.1969 и 22.10.1969), Лауреат Государственной премии СССР (1980), заслуженный мастер спорта СССР (1969).

## Биография

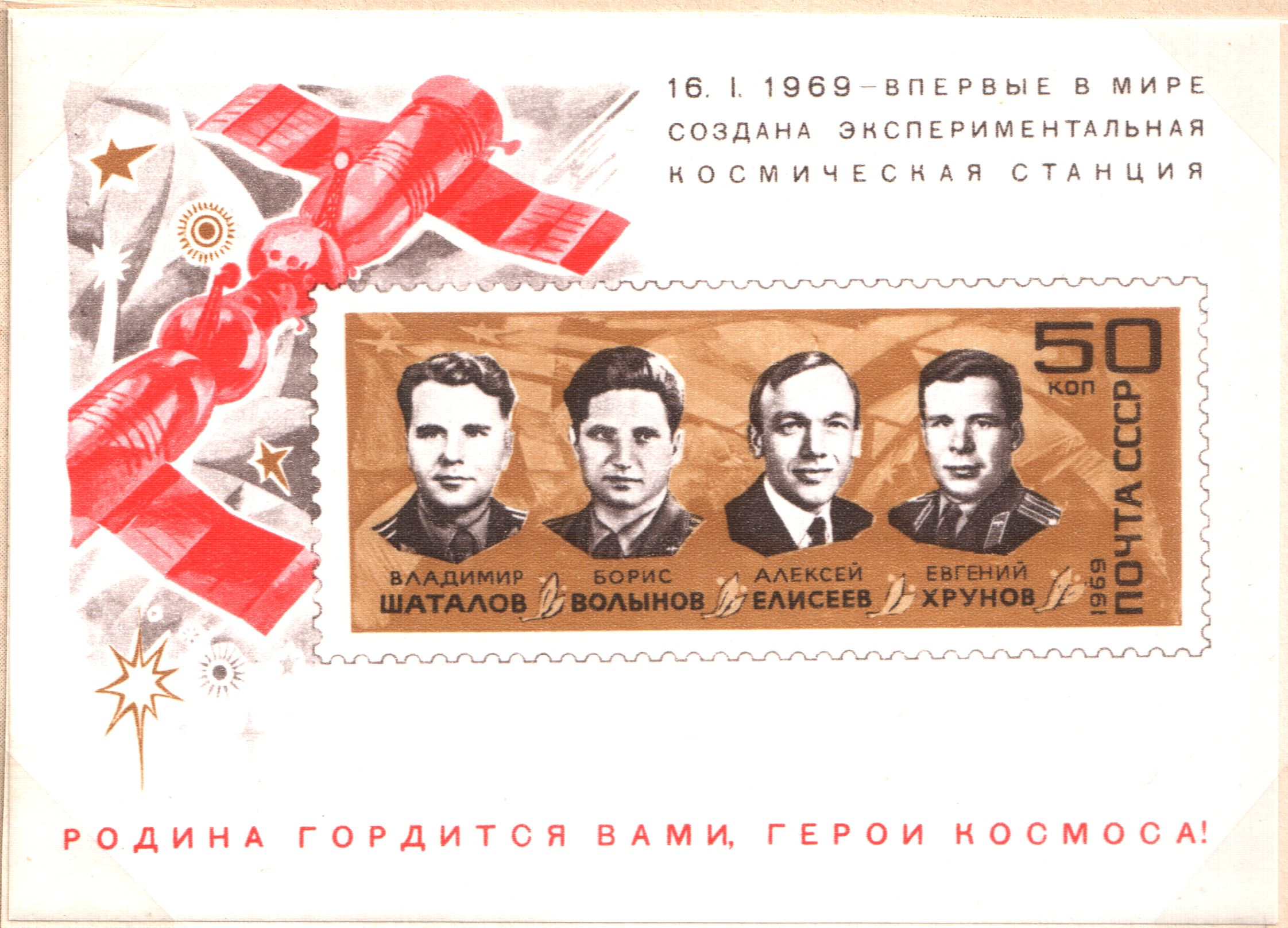
Почтовый блок СССР в честь полёта космических кораблей «Союз-4» и «Союз-5», 1969

После Первой мировой войны родители отца будущего космонавта, литовцы по национальности, поселились в Рязанской губернии, где и родился Станисловас (Станислав Адамович) Курайтис (Stanislovas Kuraitis). В 1935 году отец был осуждён за антисоветскую агитацию на 5 лет. Его жена Валентина была вынуждена развестись и взять свою девичью фамилию — Елисеева.
В 1943 году Алексей Курайтис окончил два класса школы в городе Боровое Кокчетавской области, в 1946 году окончил три класса в 4-й железнодорожной школе села Немчиновка Московской области. В 1950 году в возрасте 16 лет Алексей Курайтис сменил фамилию и стал Алексеем Елисеевым. В 1951 году окончил среднюю школу № 167 города Москвы. После окончания школы учился с 1951 по 1957 год в Московском высшем техническом училище имени Н. Э. Баумана, получил диплом инженера-механика. По распределению работал в лаборатории 6 НИИ-1, откуда уволился в связи с поступлением в аспирантуру Московского физико-технического института. Аспирантуру будущий космонавт закончил в 1962 году.
После окончания аспирантуры поступил на работу в ОКБ-1, где участвовал, в частности, в проектировании систем управления космических кораблей. 23 мая 1966 года получил статус кандидата в космонавты-испытатели, а позднее (30 декабря 1966 года) — космонавта-испытателя.
Космонавт проходил подготовку в качестве бортинженера корабля «Союз» по программе «Стыковка». Был членом экипажа корабля «Союз-2», который должен был стартовать 24 апреля 1967 года для стыковки с запущенным ранее кораблём «Союз-1» и перехода вместе с третьим членом экипажа «Союза-2» (Хруновым) для возвращения на «Союзе-1». Ввиду неполадок на однотипном «Союзе-1» (полёт которого окончился катастрофой с гибелью космонавта Комарова) старт «Союза-2» был отменён, что спасло жизни его экипажа.
В 1968—1969 годах входил в группу советских космонавтов, готовившихся по советским программам облёта Луны Л1/«Зонд» и посадке на неё Л3. По этим программам в 1968 году выезжал в командировку в Сомали для изучения южного полушария неба.
До декабря 1968 года продолжал подготовку по программе «Стыковка». Первый полёт состоялся 15 января 1969 года. Продолжительность полёта составила 1 сутки 23 часа 45 минут 50 секунд. Экипажами впервые в мире была выполнена ручная стыковка пилотируемых кораблей.
Второй полёт Елисеева состоялся 13 октября 1969 года на корабле «Союз-8». Полёт завершился успешно 18 октября 1969 года. Продолжительность полёта — 4 суток 22 часа 50 минут 49 секунд.
Третий полёт в качестве бортинженера у Елисеева состоялся 22-24 апреля 1971 года на корабле «Союз-10». Впервые в мире была осуществлена стыковка корабля с орбитальной станцией («Салют-1»), однако космонавты не смогли проникнуть внутрь станции из-за поломки стыковочного агрегата, и полёт был прерван досрочно. Позывной: «Гранит-2». Продолжительность полёта составила 1 сутки 23 часа 45 минут 54 секунды.
Статистика
| # | Стартовый корабль | Старт, UTC        | Экспедиция     | Корабль посадки | Посадка, UTC      | Налёт                       | Выходы в открытый космос | Время в открытом космосе |
| - | ----------------- | ----------------- | -------------- | --------------- | ----------------- | --------------------------- | ------------------------ | ------------------------ |
| 1 | Союз-5            | 15.01.1969, 07:04 | Союз-5, Союз-4 | Союз-4          | 17.01.1969, 06:50 | 01 сутки 23 часов 45 минуты | 1                        | 00 часов 37 минут        |
| 2 | Союз-8            | 13.10.1969, 10:19 | Союз-8         | Союз-8          | 18.10.1969, 09:09 | 04 суток 22 часа 50 минут   | 0                        | 0                        |
| 3 | Союз-10           | 22.04.1971, 23:54 | Союз-10        | Союз-10         | 24.04.1971, 23:40 | 01 сутки 23 часа 45 минут   | 0                        | 0                        |
|   |                   |                   |                |                 |                   | 08 суток 22 часа 20 минут   | 1                        | 00 часов 37 минут        |

16 февраля 1973 года после защиты диссертации получил степень доктора технических наук. С 11 октября 1973 года исполнял обязанности руководителя комплекса № 0. С 14 июня 1974 года работал заместителем генерального конструктора — руководителем комплекса № 1. Руководил полётами всех пилотируемых кораблей СССР в этот период.
В период со 2 января 1986 по 1991 год Елисеев являлся ректором МВТУ им. Н. Э. Баумана. С 22 октября 1991 по 31 января 1996 года работал руководителем проектов в ООО «IBM СССР» (переименована в IBM Восточная Европа/Азия). С 3 января 1997 года — президент АОЗТ «Фесто» (позднее ООО «Фесто-РФ»), московского офиса немецкого концерна FESTO. В 1999 году стал основателем и первым директором российско-германского института бизнеса и промышленной автоматики «МЭИ-Фесто», созданного при поддержке FESTO в структуре МЭИ с целью обучения студентов по специальности «автоматизация технологических процессов и производств».
Живёт в Москве, на улице Большая Бронная, в многоквартирном доме, где проживали космонавты Владислав Волков и Георгий Добровольский.
С 7 августа 2022 года (после смерти Анатолия Филипченко) является старейшим ныне живущим лётчиком-космонавтом СССР. Второй среди российских космонавтов (после Владимира Шаталова) и один из четырёх (наряду с Филипченко, Шаталовым и Волыновым), достигших 90-летнего возраста.

## Награды
- Дважды Герой Советского Союза (22 января 1969, 22 октября 1969)
- три ордена Ленина (22 января 1969, 30 апреля 1971, 15 января 1976)
- Медаль «За заслуги в освоении космоса» (12 апреля 2011 года) — за большие заслуги в области исследования, освоения и использования космического пространства, многолетнюю добросовестную работу, активную общественную деятельность[6]
- Медаль «За доблестный труд. В ознаменование 100-летия со дня рождения В. И. Ленина» (1970)
- Медаль «За освоение целинных земель» (1969 год)
- Герой Труда ГДР
- Герой Народной Республики Болгария (1979)
- Орден Георгия Димитрова (1979, Болгария)
- Государственная премия СССР (3 ноября 1980)
- Медаль Алексея Леонова (2015)[7]
- Почётный гражданин Сыктывкара (1972[8])

## Звания
Лётчик-космонавт СССР (22.01.1969).
Космонавт-инструктор 3-го класса (26.6.1969).
Космонавт-инструктор, космонавт-испытатель 2-го класса (4.12.1969).
Инструктор космонавт-испытатель 1-го класса (14.6.1971).
Заслуженный мастер спорта СССР (1969).
Мастер спорта СССР по фехтованию.

## Публикации
Книга «Жизнь — капля в море» (М: Издательский дом «Авиация и космонавтика», 1998).
Автор и соавтор большого числа публикаций в различных журналах, имеет 5 изобретений.

## Общественно-политическая деятельность
Депутат Верховного Совета СССР 11-го созыва.
Народный депутат СССР (1989—1992 годы).
Делегат XXIV—XXVII съездов КПСС.
В 1987—1991 гг. — председатель президиума советского общества по культурным связям с соотечественниками за рубежом (общество «Родина»).
В 1991—1992 гг. — председатель исполкома ассоциации по связям с соотечественниками за рубежом (ассоциация «Родина»).
С 10 января 1991 года был руководителем депутатской группы по связям с региональными межпарламентскими организациями Европы Верховного Совета СССР.
Член-корреспондент Международной академии астронавтики.

## Семья
Мать — Валентина Ивановна Елисеева (род. 23.02.1909), зав. лабораторией Института физической химии АН СССР, доктор технических наук, профессор. На пенсии.
Отец — Станислав Адамович Курайтис (1905—1978). После освобождения из лагеря в семью не вернулся. Работал начальником лаборатории ЦНИИ кожевенно-обувной промышленности города Москвы.
Брат по матери — Арташес Вагинакович Атовмян (17.04.1944 — 09.07.1989), инженер ЦКБ «Луч», затем работал в ИКИ АН СССР.
Отчим — Вагинак Ефремович Атовмян (1898—1959), работал главным инженером кожевенного завода им. Серёгина, в городе Сетунь Московской области.
Дочь — Елена Алексеевна Елисеева (род. 09.03.1960), художник-постановщик киностудии, преподаёт художественную композицию во ВГИКе и одновременно английский язык в начальной школе.
Жена (бывшая, развелись в 1966 году) — Валентина Павловна Шпаликова (род. 23.05.1935), старший инженер ЦНИИ автоматики и гидравлики.
Вторая жена — Лариса Ивановна Комарова (род. 12.07.1934), начальник сектора НПО «Энергия».

## Признание
Почётный гражданин города Калуги.
В городе Жиздра Калужской области, на родине дважды Героя Советского Союза 6 сентября 1978 года установлен бронзовый бюст на красно-коричневом гранитном постаменте (скульптор Л. Е. Кербель).